# Алексєєв Анатолій Дмитрович (льотчик)
Анато́лій Дми́трович Алексє́єв (4 січня 1902, м. Ломжа, Польща — 29 січня 1974, Москва, СРСР) — радянський полярний льотчик, військовий льотчик, льотчик-випробувач. Герой Радянського Союзу (1937).

## Біографія
1918 року закінчив гімназію. В Червоній армії від 1920 року. 1921 року закінчив курси підготовки при Військовій електротехнічній школі командного складу Робітничо-селянської червоної армії (РСЧА), після чого його призначили інструктором з радіо у військову школу морських льотчиків.
1928 року у складі екіпажу Бориса Чухновського брав участь у пошуках експедиції Умберто Нобіле. 1930 року оволодів льотною справою та став льотчиком полярної авіації Північного морського шляху.
1937 року під керівництвом Алексєєва екіпаж літака Н-172 брав участь у висадці експедиції І. Д. Папаніна на Північний полюс.
27 червня 1937 року за зразкове виконання урядового завдання та проявлені мужність і героїзм Алексєєву присвоєно звання Героя Радянського Союзу з врученням ордена Леніна. Після заснування знаку особливої відзнаки Медаль «Золота Зірка» йому було вручено цю нагороду за № 38.
Алексєєв брав участь у пошуках літака ДБ-А (бортовой номер Н-209) Сігізмунда Леваневського, очолював авіаційний загін з врятування екіпажів суден «Сибіряков», «Малигін» і «Сєдов». Він був одним з основоположників нових методів льодової розвідки.
1939 року став членом ВКП(б).
З 1939 року працював льотчиком-випробувачем на авіаційному заводі № 22 імені С. П. Горбунова (місто Казань). Провів заводські і державні випробування дослідного далекого бомбардувальника ДБ-240, запущеного в серію під індексом Єр-2. НА початку 1941 року здійснив переліт Москва-Омськ-Москва без посадки в Омську зі скиданням там 1000 кілограмів умовних бомб.
Учасник Великої Вітчизняної війни з липня 1941 року. Служив у складі 81-ї авіаційної дивізії дальньої дії. Був командиром повітряного корабля, командиром ескадрильї. На ТБ-7 зробив двадцять сім бойових вильотів на бомбардування військових об'єктів в глибокому тилу противника, в тому числі в Кенігсберзі та Вільно.
З 1944 року знову на льотно-випробувальної роботи. Випробував сімдесят два типи військових літаків. З 1958 року — в запасі.
Жив у Москві. Помер 29 січня 1974 року. Поховано в Москві на Новодівочому кладовищі.

## Нагороди
- Медаль «Золота Зірка» Героя Радянського Союзу (№ 38)
- Три ордена Леніна (25.02.1937, 27.06.1937, 05.11.1946)
- П'ять орденів Червоного Прапора (08.10.1928, 20.02.1942, 03.11.1944, 15.11.1950, 16.10.1957)
- Орден Вітчизняної війни I ступеня (29.04.1944)
- Три ордена Червоної Зірки (03.05.1940, 29.08.1955, 23.01.1957)
  - Медалі СРСР:
  - «За бойові заслуги» "(28.10.1967)
  - «В ознаменування 100-річчя з дня народження Володимира Ілліча Леніна»
  - «За оборону Москви»
  - «За Перемогу над Німеччиною у Великій Вітчизняній війні 1941—1945 рр.»
  - «Двадцять років Перемоги у Великій Вітчизняній війні 1941—1945 рр.»
  - «За доблесну працю у Великій Вітчизняній війні 1941—1945 рр.»
  - «30 років Радянській Армії і Флоту»
  - «40 років Збройних Сил СРСР»
  - «50 років Збройних Сил СРСР»
  - «В пам'ять 800-річчя Москви»

## Пам'ять
- Похований в Москві в колумбарії Новодівочого кладовища (секція 125).
- У 1965 році або раніше ім'я полярного льотчика Алексєєва було присвоєно горі в Антарктиді (на Землі Ендербі). Нанесена на карту радянської антарктичної експедицією в 1962 році (координати: 67°27′ пд. ш. 50°33′ сх. д. / 67.450° пд. ш. 50.550° сх. д.)[1].
- Іменем Алексєєва названа вулиця в м Красноярську.
- У Енісейському пароплавстві в 1940-1960-х рр. працював буксирний пароплав «Льотчик Алексєєв».
- Почесний громадянин міста Сергієв Посад (1995, посмертно).

## У кіно
У радянсько-італійському фільмі «Червоний намет» (1969) роль Анатолія Алексєєва виконав Юрій Назаров.